# علی‌محمد حکیم
علی محمد حکیم علی محمد منشی متخلص به حکیم نویسنده و شاعر ایرانی عصر ناصرالدین شاه است. در سال ۱۲۵۸ ه‍.ق در قم به دنیا آمد. محل زندگی وی قم بوده‌است. وی در خطاطی شاگردِ شخصی به نام  رشید خان اخگر بیگدلی (از نوادگانِ آذر بیگدلی) بود و در خط و نقاشی، به اذعانِ برادرش علی‌اکبر فیض قمی، از سرآمدانِ قم به‌شمار می‌رفته‌است و در علم و ادب نیز شاگرد  حسن، از شاگردان مرتضی انصاری بود. وی دو همسر اختیار کرده‌است و فرزندانی داشته‌است که تعداد آنان معلوم نیست ولی نام سه تن از آنان، یک پسر به نام محمد و دو دختر به نامهای بی‌بی شاهزاده و خانم شاهزاده ثبت شده‌است. وی تا سال ۱۳۱۷ ه‍.ق در قید حیات بوده‌است از سال ۱۳۱۷ق. رفته رفته بینایی وی رو به ضعف گذاشت. همسر وی از شاهزادگان قاجار و نواده فتحعلی‌شاه بود و کتاب شکرستان خود را به نام اعتضادالدوله محمدمهدی خان داماد ناصرالدین شاه و به تقلید از گلستان سعدی نوشته‌است. این کتاب شامل ۳۰ حکایت گوناگون به نثر و نظم است. در کتاب شکرستان لقب خود را اثیرالدین ذکر کرده‌است. وفات وی بعد از سال ۱۳۱۷ ه‍.ق است، و گویا کتابی به خط وی از سال ۱۳۰۵ ه‍.ق نیز در دست است. وی با برخی از رجال عصر قاجار نظیر علی امین الدوله و ابوالفتح میرزا مویدالدوله ارتباط داشته‌است. برخی از اشعار وی در کتاب شکرستان وی و نیز تذکرهٔ شعرای دارالایمان قم موجود است.

## خاندان و تبار
جد وی، علی اکبر خوانساری نام داشت. عمویش علی محمد نام داشت و با تخلّص قرقی شعر می‌سرود. علی محمد قرقی و برادر کوچکترش میرزا محمد، به تهران آمدند، و علی محمد قرقی به خاطر صدای زیبایی که داشت به دربار فتحعلی شاه راه یافت. علی محمد قرقی، به منصب تولیت مقبره فتحعلی شاه رسید، لذا به اتفاق برادرش میرزا محمد و خانواده اش به قم مهاجرت کرد. در سال ۱۲۵۸ق. علی محمد قرقی که تنها دو دختر داشت، درگذشت، و همسر بیوه اش به عقد میرزا محمد، برادر علی محمد قرقی، درآمد. میرزا محمد بجز این زن، سه زن دیگر داشت، و علی محمد حکیم از همین زن بیوه علی محمد قرقی به دنیا آمد، و نام عموی درگذشته اش که شوهر اوّل مادرش نیز بود را بر وی نهادند. علی محمد حکیم، ۷ برادر و دو خواهر داشت، که یکی از برادرانش به نام علی اکبر فیض، تولیت مقبره فتحعلی شاه را پس از مرگ پدرشان میرزا محمد برعهده گرفت، و برادرش علی محمد حکیم را به نیابت خود برگزید. این برادر علی محمد حکیم که علی اکبر فیض نام داشت، در قم نویسنده ای مشهور شد، و پسر وی که برادرزاده علی محمد حکیم باشد، با نام آیت‌الله محمد فیض قمی، فقیهی مشهور شد، آیت‌الله محمد فیض در سال ۱۳۲۹ شمسی درگذشت و در مجلس ترحیم وی، سپهبد رزم آرا ترور شد. پسر آیت‌الله فیض، به نام دکتر علیرضا فیض (زاده در ۱۳۰۴ شمسی) استاد ممتاز دانشگاه تهران بود.
علی محمد حکیم به سبب شغل خانوادگی و ارتباطات گسترده‌ای که خاندانش با برخی رجال قاجار داشتند، موفق شد با شاهزاده خانمی که دختر صاحبقران میرزا پسر فتحعلی شاه بود، ازدواج کند.

## شعر
برخی از اشعارِ علیمحمد حکیم، در کتاب تذکرهٔ شعرای معاصران دارالایمان قم ذکر شده‌است. نویسندهٔ این کتاب، علی‌اکبر فیض برادرِ علی‌محمد حکیم است. در صفحات ۱۹۷ تا ۲۲۶ این کتاب، بیش از ۵۰۰ بیت از اشعار علی‌محمد حکیم درج شده‌است، به عنوان نمونه:
ساقی بده از آن می دیرینه یکی جام
تا چند خورم تازه به تازه غمِ ایّام
کن بُنگه جم خانه از آن ماه پریروی
پس زآن می جانسوز پریخانه بکن جام…
و نیز:
مرا محنتِ یار یار است گویی
غمِ او مرا غمگسار است گویی
قرارِ دلِ درهمِ زارِ عاشق
بدان طرّهٔ بیقرار است گویی
تو در پردهٔ ناز و از زخمهٔ غم
مرا ناله چون زیرِ تار است است گویی
تو را چهره چون صبحِ اقبال روشن
مرا روز چون شام تار است گویی
پروفسور فضل‌الله رضا در کتاب برگ بی برگی شعری را از میرزا علی محمد حکمی ذکر کرده‌است. امّا باید دانست علی محمد حکمی شخص دیگری است و ارتباطی با علی محمد حکیم ندارد.
کتاب شکرستان وی نیز در سال ۱۳۹۲، به تصحیح و تعلیقات احمد بهنامی، براساس هفت نسخه خطی منتشر شده‌است.